# Willingale (Essex)
Willingale est un village et une paroisse civile de l'Essex, en Angleterre.